# 스칼라 꼭대기 쿼크
스칼라 꼭대기 쿼크는 꼭대기 쿼크의 페르미온 초대칭짝이다. 이것은 스페르미온 즉, 스핀-0 보손(스칼라 보손, scalar boson)이라는 뜻이다. 톱 쿼크(top quark)는 알려진 가장 무거운 쿼크이지만 스톱 스쿼크(stop squark)는 실제로 많은 초대칭 모델에서 가장 가벼운 스쿼크이다.